# DarkOrbit
DarkOrbit (укр. Темна орбіта) — масова багатокористувацька онлайн-гра, розроблена Bigpoint Games. Дія гри відбувається в космічному просторі, де гравці управляють космічним кораблем у битві проти неігрових персонажів та інших гравців. Це тривимірна ізометрична відеогра на Flash з понад 90 мільйонами зареєстрованих аккаунтів.

## Історія
DarkOrbit було випущено 11 грудня 2006 року.
Спочатку цю гру було створено для гравців із Європи.

## Ігровий процес
На початку гри гравець обирає між трьома компаніями: Venus Resources Unlimited (VRU), Earth Industries Corporation (EIC) та Mars Mining Operations (MMO) (у сюжеті згадується ще одна компанія, Saturn Autonomous Technology (SAT)). Гравці телепортуються на домашню карту та починають виконувати завдання з Центру керування польотами.
Метою гри є здобуття багатства та влади, як для себе, так і для компанії.

### Верхні оцінки користувача
Існує формула, що визначає верхні оцінки користувача шляхом ділення його досвіду на 100000 і честі — на 100. Верхні оцінки користувача показуються у залі слави.

### Очки рангу
Очки рангу також засновані на математичній формулі, що залежить від різних факторів, таких як досвід, рівень, честь, завершені квести, очки за знищені кораблі корпорацій і прибульців, а також типу корабля самого гравця. Є й фактори, що знижують очки рангу, такі як кількість власних смертей, вбивства союзників, смерті від радіації, а також знищення Феніксів (початкових кораблів). Очки рангу не показуються у залі слави.

### Економіка
У DarkOrbit використовуються два типи валют: кредити та урідіум. Урідіум (часто скорочується до «Урій») є більш цінним і його складніше отримати. Деякі типи обладнання й амуніції можна придбати за кредити, тоді як більш цінні чи «елітні» предмети — лише за урідіум. Проте для деяких елітних предметів є варіант їх придбання за кредити. Така система аукціону використовується для контролю інфляції кредитів. Багато нових предметів не продаються. P.E.T. 10 — дорогий дрон, вартість якого зростає по мірі набуття гравцем рівнів. Дизайни кораблів також доступні на аукціоні. Проте певне цінне обладнання, таке як дизайни дронів або амуніція до елітного лазера, не є доступним на аукціоні. Урідіум може бути придбаний в обмін на реальні гроші через PayPal, кредитну картку чи інший метод розрахунку. Урідіумом не можна торгувати.

### Бій
У грі DarkOrbit використовується система бою реального часу. У битві для знищення прибульців та інших гравців може бути використане розмаїття зброї: лазерні гармати, лазерні боєприпаси, ракети, пускові установки та міни. Гравцям необхідно натиснути на їх ціль для її захоплення перед тим, як вони зможуть почати стрільбу. В результаті успішного знищення ворога випадає «вантажний ящик» із рудою, який гравець може підібрати. Якщо знищеним кораблем є гравець, він витратить 500 одиниць урідіуму на ремонт корабля, хоча після відродження корабель можна безкоштовно відремонтувати. Це було доступно лише до DarkOrbit Reloaded. На даний час гравець може обрати безкоштовний ремонт свого корабля, відродження на домашній базі, платіж розміром 700 одиниць урідіуму (або один купон на ремонт і 200 одиниць урідіуму) для відродження коло найближчої брами на карті (варто зауважити, що на картах 4-X відсутні демілітаризовані зони, то ж треба бути обережним) чи платіж розміром 800 одиниць урідіуму (або один купон на ремонт і 300 одиниць урідіуму) для відродження на місці знищення корабля.
Гравці починають гру на Феніксі — безкоштовному, але легко знищуваному кораблі. По мірі просування у грі гравці можуть купувати кращі кораблі. Загалом вони можуть купити десять різних кораблів, включно з Голіафом, Егідою, Цитаделлю та Помстою, які зазвичай відносять до найкращих кораблів. Кораблі можуть бути обладнані розмаїттям предметів, включно з генераторами щитів, двигунами, лазерними гарматами, пусковими установками, амуніцією та багатьма іншими аксесуарами.

### Клани
Гравці можуть долучитися до клану за умови платні в 1500 кредитів. Зиск від цього включає допомогу від одноклановців і кланові виплати у вигляді кредитів. Проте більшість кланів мають податок до 5 %, що збирається щодня до кланової казни. Клани можуть допомогти гравцям здобути наступний рівень, заробити кредитів або конкурувати з іншими суперниками. Крім того, гравці мають змогу знайти клан за 300000 кредитів. Існує також ігрова сторінка з усіма гравцями клану, які онлайн, які готові до дій на визначеній карті та які оффлайн. Меню також дозволяє гравцям об'єднуватися у безіменні групи. Також між кланами можуть відбуватися війни.

### Скайлеб
Скайлеб (англ. Skylab — небесна лабораторія) є системою, що використовується для видобутку та збагачення руд, таких як Прометіум, Ендуріум і Тербіум. Ці основні руди можуть бути збагачені до Прометіду та Дураніуму, які у поєднанні з Ксеномітом утворюють Промеріум. Також є кристали під назвою Сепром, які можна отримати лише у Скайлебі шляхом подальшого збагачення Промеріуму. Сепром не може бути проданий, проте руда може надати зброї та щитам значного підсилення. Ці руди згодом можуть бути надіслані до корабля гравця і продані за кредити або обладнані для покращення корабля. Найвищим рівнем модернізації Скайлебу є 20.

### Досьє пілота
Біографія пілота є дуже потужним деревом умінь, розробленим з метою надання гравцям додаткових ігрових переваг. Для роботи біографії необхідні очки пілота, які можуть бути отримані шляхом купівлі лог-дисків у магазині, з невеликим шансом при збиванні бос або убер НІПів, чи навіть проходженням галактичних брам. Кожне очко пілота може бути використане для набуття певного уміння, що допоможе гравцеві у битві, чи іншої ігрової функції. Гравець може мати до 50 очок пілота у своїй біографії. Коли певні вміння сягають максимального рівня, вони відкривають спецефекти, такі як яскравіший лазер, сліди від ракет, та інші. Загалом гравець може витратити не більше 50 очок пілота.

### Галактична брама
За 100 одиниць урідіуму гравці можуть «крутити» генератор галактичної брами, що дає амуніцію, безкоштовні ремонти або частини «галактичних брам». Одного разу зібравши всі необхідні частини для побудови однієї з багатьох галактичних брам, гравець прямує крізь неї на карту, де вороги не можуть дістати його, а лише НІПи. Після цього, єдиними способами вийти є або бути збитим, або ж знищити всю «хвилю» прибульців. Ці хвилі стають дедалі складнішими; а також складність може змінюватися залежно від активованої брами. Нагорода за проходження брами без поразки більше ніж удвічі значна.

### Брама володаря війни
Інакше звана брамою спорядження, карта володаря війни знаходиться на кожній карті X-3. Для входу в цю браму необхідно бути у спорядженні. Опинившись по той бік брами, гравці виявляють, що шляху назад немає — вони мають «пройти» браму. Їх метою є активізація чотирьох зондів у кутках карти; після того станція в центрі карти набуде здатності лікувати будь-якого гравця поряд із собою. Крім того, з'явиться значна орда прибульців на чолі зі Столітнім соколом. Убивство цих надзвичайно жорстоких НІПів приносить гравцеві досягнення «Сокольник» і забирає їх із карти. Всі знищення на карті призводять до безкоштовних ремонтів.

## Особливі заходи
У DarkOrbit час від часу проводяться особливі заходи, протягом яких гравці мають змогу отримати особливу винагороду.

### Джекпот-арена
Джекпот-арена — захід, що проводиться другої неділі кожного місяця, в якому всі зареєстровані гравці борються сам-на-сам, поки не залишиться один з них. Переможець отримує реальні гроші, але не більше €10000, від DarkOrbit, залежно від кількості «Джекпот-євро» у нього на рахунку. Джекпот-долари можна знайти у бонусних коробках, розкиданих у космосі.
27 липня 2015 року Джекпот-арену було призупинено до подальших вказівок через численні випадки шахрайства під час її проведення.

### Командний матч смерті
Командний матч смерті — захід, у якому п'ять кораблів однієї корпорації спільно борються з п'ятьма кораблями ворожої корпорації. Команда-переможець отримує нагороду та переходить до наступного рівня. Так продовжується, поки гравець не загине (або його команда не зазнає поразки).

### Спейсбол
Спейсбол (алюзія на футбол) — захід, що відбувається на карті 4-4 з метою набрати голи, влучивши НІП-м'ячем у власну X-5 браму. Після забитого голу навколо брами з'являються коробки з різними призами, такими як урідіум, амуніція та джекпот-долари. Корпорація-переможець здобуває призи на наступні 24 години, серед яких бонуси до отримуваного досвіду, честі, нагород із бонусних коробок і ціни продажу вантажів.

### Вторгнення
Захід, що відбувається на різних картах залежно від рівнів гравців. Цей захід проходить хвилями, кожна наступна з яких важча за попередню. Цей захід дозволяє гравцям заробити мільйони кредитів і тисячі одиниць урідіуму. Ремонти безкоштовні за умови загибелі на карті вторгнення.
Для гравців 5-9 рівнів брама вторгнення з'являється в центрі X-1, в X-3 брама з'являється на 10-14 рівнях, а в X-5 — на 15 рівні та вище. Брама в X-1 зазвичай містить НІП, яких легко вбити, і які сильнішають по мірі просування гравців до вищих брам. Гравці не можуть виходити з гри, перебуваючи на карті вторгнення, інакшим способом, окрім загибелі чи маючи рівень, нижчий за параметр брами.

### Захоплення маяка
Захоплення маяка, як і традиційне захоплення прапора, — захід, у якому всі три компанії мають маяки на своїх картах X-2, які вони мусять захищати, одночасно намагаючись захопити маяки ворожих корпорацій і доставити їх на власну карту X-2. Ігри тривають одну годину, корпорація, яка здобула найбільшу кількість очок, отримує приз на одну годину, такий як бонус до отримуваного досвіду, честі, нагород у бонусних коробках чи інший.

### Рахункомагеддон
Гравці б'ються у PvP-битвах і набирають очки. Гравці отримують більше очок залежно від комбінацій, що зростають у мірі того, як вони вбивають інших гравців. 50 гравців із найбільшим рейтингом отримують різні призи, як-от UCB-100, PLD-8, особливі міни та навіть урідіум. Вмираючи, гравець втрачає життя, яких на початку заходу п'ять. Втративши усі життя, гравець вибуває зі змагання (і також більше не приносить очок іншим гравцям за своє знищення).

### Інфільтрація
НІПи з'являються кожні 10 хвилин. Метою є знищення всіх НІПів і здобуття очок для своєї компанії. НІПи замасковані, але позначені жовтим кольором на мінікарті. Кожна карта, крім X-1, має різну кількість НІПів, і щойно їх усіх буде знищено, відповідне повідомлення про знищення всіх інфільтраторів з'явиться для усіх гравців на карті.

### Брама дня народження
На згадку дати, коли DarkOrbit було вперше запущено, щороку 11 грудня з'являється брама на домашній карті, вільна для всіх гравців. За брамою знаходяться слабкі прибульці, зазвичай упівсили. Нагорода не така велика порівняно з іншими брамами, зважаючи на слабкість ворогів.

## Спільнота
Офіційні форуми Darkorbit забезпечені vBulletin. Форуми надають місце для оголошення оновлень і заходів стосовно DarkOrbit, як і місце для того, щоб гравці питали, обговорювали та давали поради стосовно гри. Крім того, гравці, які бажають повідомити по помилку чи поскаржитися, можуть зв'язатися з технічною підтримкою за допомогою електронної пошти.

## Сприймання
Joystiq назвав цей «шалений шутер» сумішшю Asteroids та Eve online.